# Chagannao'er (socken i Kina, lat 43,54, long 115,09)
Chagannao'er (kinesiska: 查干淖尔, 查干淖尔苏木) är en socken i Kina. Den ligger i den autonoma regionen Inre Mongoliet, i den norra delen av landet, omkring 410 kilometer nordost om regionhuvudstaden Hohhot.
Genomsnittlig årsnederbörd är 411 millimeter. Den regnigaste månaden är juli, med i genomsnitt 106 mm nederbörd, och den torraste är februari, med 4 mm nederbörd.